# Magdalena Rzewuska
Magdalena Zofia Rzewuska – polska doktor habilitowany nauk weterynaryjnych, profesor w Szkole Głównej Gospodarstwa Wiejskiego w Warszawie, specjalistka od biologii molekularnej oraz mikrobiologii weterynaryjnej.

## Kariera naukowa
W 1990 roku na Wydziale Biologii Uniwersytetu Warszawskiego uzyskała tytuł magistra biologii. W tym samym roku została zatrudniona na Wydziale Medycyny Weterynaryjnej Szkoły Głównej Gospodarstwa Wiejskiego w Warszawie, gdzie w 1999 roku uzyskała stopień doktora nauk weterynaryjnych na podstawie rozprawy pt. Różnicowanie szczepów Serpulina sp. izolowanych od świń na podstawie cech fenotypowych i genotypowych, której promotorem była Danuta Klimuszko. W 2017 roku ten sam wydział nadał jej stopień doktora habilitowanego nauk weterynaryjnych na podstawie pracy pt. Charakterystyka i ocena potencjału chorobotwórczego szczepów Trueperella pyogenes oraz Rhodococcus equi występujących u dzikich zwierząt w Polsce.